# 英丸
『英丸』(ひでまる)は、2012年8月14日にリリースされた英丸の2枚目のシングルである。

## 解説
- VoThMが活動休止期間に結成された渡辺英樹と丸山正剛のユニット。
- のちにVoThMのアルバムに本シングルの楽曲が収録されている為、ここではVoThMのシングルとして説明する。

## 収録曲
| #  | タイトル                 | 作詞     | 作曲     |
| -- | ------------------------ | -------- | -------- |
| 1. | 「愛し合うために行こう」 | 渡辺英樹 | 丸山正剛 |
| 2. | 「CHANGE」               | 渡辺英樹 | 丸山正剛 |

## 楽曲解説
1. 愛し合うために行こう
ミニ・アルバム『VoThM for Kyoko』やアルバム『 Zen Sing』に収録されている。他、渡辺が野村義男と組んでいたフォークデュオの『三野姫』のアルバムで渡辺が死去後に発売されたアルバム『わすれもの5』にも収録している。
2. Change
ミニ・アルバム『VoThM for Kyoko』やアルバム『 Zen Sing』に収録されている。